# Espèces extraterrestres de Ben 10
 (décembre 2023).
Si vous disposez d'ouvrages ou d'articles de référence ou si vous connaissez des sites web de qualité traitant du thème abordé ici, merci de compléter l'article en donnant les références utiles à sa vérifiabilité et en les liant à la section « Notes et références ».
Cet article donne la liste et la description de toutes les espèces extraterrestres de l'univers de Ben 10, aussi bien celles dont font partie les aliens en lesquels Ben Tennyson se transforme que celles qu'il affronte ou rencontre. Pour les aliens en lesquels il se transforme uniquement, se référer à Omnitrix.

## Aerophibien
- Planète : Aeropela

Les Aerophibiens sont des créatures présentant quelques similitudes avec les raies manta, bien qu'elles évoquent aussi des chauves-souris. À la fois amphibies et volants, ils sont capables de se déplacer à une vitesse prodigieuse, aussi bien sous l'eau que dans les airs, bien qu'ils soient maladroits au sol. Ils sont même capables de survivre et de voler dans l'espace. Ils peuvent projeter depuis leurs yeux et leur queue des décharges électriques qui frappent le système nerveux de l'adversaire.
Exemple :
- Super Jet

## Aeros Geochelone
- Planète : Aldabra

Les Aerios Geochelone sont une espèce de la planète Aldabra située dans la galaxie d'Andromède. Ce sont de grandes tortues vertes bipèdes dont le torse est percé de plusieurs trous. Ils sont pourvus de grandes nageoires qu'ils utilisent comme bras et jambes et possèdent des griffes rétractables. Ils peuvent se rétracter dans leur carapace et souffler des vents très puissants par les trous de leur torse. Les taches noires de leurs doigts peuvent s'étendre comme des griffes, ils peuvent voler en planant et en se propulsant en soufflant de l'air. Lorsqu'ils volent ou créent du vent, leurs nageoires deviennent triangulaires et ils tournent sur eux-mêmes comme un ventilateur. Ils ne craignent pas le mana, et pourraient apprendre à maîtriser des sorts. Ils sont généralement non-violents et préfèrent manger de l'herbe ou débattre de philosophie. Néanmoins, un célèbre membre de l'espèce appelé Adwaita a maîtrisé la magie depuis longtemps a été altéré par celle-ci et est devenu violent. Les Aerios Geochelon peuvent devenir d'excellents combattants quand ils sont correctement entraînés.
Exemple :
- Tornade
- Galapagus
- Adwaita
- Ultimate Aggregor (1/6 Aerios Geochelone 1/6 amperi 1/6 talpaedan 1/6 prypiatosian-B 1/6 Orishan et 1/6 Osmosian)
- Ultimate Kevin (en partie)

## Amperi
- Planète :  Inconnue

Les Amperis viennent d'une planète dans la galaxie d'Andromède. Ce sont des créatures semblables à de grandes méduses, provenant de la Galaxie d'Andromède. Les Amperi possèdent de puissants pouvoirs électrokinésiques, leur permettant de projeter des décharges électriques, de léviter, de circuler via les circuits électroniques et de télépathie via l'analyse des ondes cérébrales.
Exemple :
- Ra'ad
- Ampfibien
- Ultimate Aggregor (1/6 Aerios Geochelone 1/6 amperi 1/6 talpaedan 1/6 prypiatosian-B 1/6 Orishan et 1/6 Osmosian)

## Anodite
- Planète: Anodine

Les Adonites sont des êtres entièrement constitués d'énergie, ayant la faculté de contrôler le mana, ce qui leur confère de puissants pouvoirs magiques. Leur aspect physique se limite donc à une silhouette bleu sombre, avec des yeux et une bouche, ainsi qu'une sorte de chevelure rose-violette constituée de pure énergie et agissant comme des tentacules. Ils possèdent a priori un véritable corps à la naissance, puis deviennent des êtres d'énergie tout en gardant la faculté de se créer un corps, ce qui explique pourquoi ils peuvent se reproduire avec les humains.
Exemple :
- Verdona Tennyson
- Gwen Tennyson (seulement à un quart, ses parents et son grand-père étant humains)
- Sunny Tennyson

## Anubian Baskurr
- Planète : Inconnu

Les Anubian Baskurr sont une espèce de chien-chacal. Ils possèdent une peau solide de couleur bleue. Khyber en a dressé un.
Exemples
- Le chien de Khyber

## Aphrotien
- Planète: Inconnue

Les aphrotiens sont une espèce d’une planète Inconnue. Ce sont des petits blobs humanoïdes de couleur jaune, rose, orange ou bleue. Ils sont indestructibles élastiques mais leurs capacités ont des limites car il ne craignent pas la douleur mais ils la ressentent.
Exemples:
- Le pire
- Les Aphrotiens d’Undertown

## Appoplexian
- Planète: Appoplexia

Les Appoplexians sont une espèce de la planète Appoplexia. Ce sont des humanoïdes semblables au tigre avec des muscles énormes. Ils ont la fourrure orange, des gueules, mains, poitrines et  pieds blanc, et des raies noires sur leur tête. Leur force augmente extrêmement quand ils s'énervent. Ils croient que n'importe quel problème peut être résolu en le frappant. Les griffes sur leurs poignets peuvent s'étendre et en frappant la terre ils peuvent créer une onde de choc assez forte pour déchirer la roche. Cette dépendance envers la violence les mène à oublier des choses et étant facilement distrait.
Exemples :
- Bengalosaure

## Aquanaute
- Planète: Inconnu

C'est une espèce qui ressemble à des poissons bleus possédant des bras et des jambes. Il semblerait qu'ils peuvent respirer en dehors de l'eau donc ils possèderaient des poumons en plus de branchies.
Exemples : Truite Azur

## Arachnoprems
- Planète: Arachnia

Les Arachnoprems sont des singes bleus à quatre bras et quatre yeux. Ils possèdent les capacités combinées d'un singe et d'une araignée, leur donnant une agilité surhumaine, une grande force en dépit de leur taille et la faculté de coller aux surfaces. Ils peuvent aussi projeter depuis leur queue une toile similaire à celle d'une araignée, mais résistante comme de l'acier.
Exemples :
- Arachno-singe
- Ultimate Arachno-singe

- Simian
- les arachnosprem possédés

## Arburian Pelarota
- Planète : Aruburia (détruite)

Aruburia était autrefois une planète paisible et prospère, riche en ressources, avec un climat sain et de nombreuses espèces vivant en harmonie. Les Arburians Pelatoras sont des êtres pacifiques et plutôt joueurs, mais capables de se montrer très agressifs en cas de menaces. Leur peau est vulnérable, mais comporte plusieurs plaques quasiment indestructibles, qui, regroupées lorsqu'ils se mettent en boule, forment une carapace impénétrable. En roulant en boule à une vitesse phénoménale, ils peuvent transpercer même l'acier. Désormais, la majorité de l'espèce est éteinte à la suite de la destruction de leur planète.
Exemples :
- Boulet de Canon
- Ultimate Boulet de Canon

## Biosovortian
- Planète: (inconnu)

Les Biosovortians ont de grandes pointes sur leurs épaules, des griffes en zigzag et 2 pieds. Leur tête est faite d'un métal d'argent, des yeux blancs et bleus. Sa tête flotte dans l'air par magnétisme. Leur corps est noir, tandis que leur poitrine, pointes, pieds et griffes sont jaunes avec des raies les délimitant. Leur voix semble robotisée. Les Biosovortians peuvent manipuler des objets métalliques par le magnétisme. Cela signifie qu'ils peuvent faire sortir des vagues électromagnétiques pour tirer les objets métalliques vers eux et les repousser avec la même facilité. Ils peuvent aussi enlever le métal et surcharger les machines. Ils semblent pouvoir résister aux explosions laser sans aucun dégât majeur.
Exemples :
- Aimantosaure

## Boueux
- Planète : Pretska

Les Boueux sont une race d'aliens qui apparaissent dans l'épisode Quand les aliens se marient. Comme le suggère leur nom, ils ont la particularité d'être majoritairement constitués d'une substance semblable à de la boue, ce qui fait d'eux des métamorphes prodigieux capables de prendre un nombre impressionnant de forme et de revêtir l'aspect de n'importe quel être humain. Ils peuvent également se servir de ces facultés pour le combat, utilisant leur corps pour tenter de noyer l'ennemi où de l'étouffer, voir en formant des armes avec leurs membres. Leur capacité de régénération est également prodigieuse, mais possède toutefois des limites. Enfin, du fait de leur constitution, ils sont vulnérables à l'eau, qui peut les dissoudre. Sous leur véritable forme, ils apparaissent comme de gigantesques masses de boues mouvantes avec des yeux et une bouche, et les femelles sont reconnaissables aux antennes qu'elles possèdent sur la tête.

Les Boueux ont la réputation d'être une race particulièrement belliqueuse et cruelle, et livrent aux Plombiers une guerre féroce depuis des années. Néanmoins, au moment de l'histoire, une Boueuse nommée Camille s'est rapprochée sentimentalement d'un plombier nommé Joël, et leur mariage en préparation, premier cas semblable, permet de créer des espoirs de paix entre leurs deux peuples.
Exemple :
- Camille Tennyson
- Lucie

## Célestialsapiens ( ou Sapiens Célestes)
- Planète : Forge de la Création

Le domicile des Célestialsapiens est aussi nébuleux que les créatures elle-même. Collection extra-terrestre de gaz et énergies interstellaires, Zvezda reste bien souvent ignoré des astronomes et astronautes qui n'ont jamais remarqué la présence de vie intelligente dissimulée dans ses brumes ténébreuses. Les puissants celestialsapiens aiment la solitude de leur existence bien camouflée, loin des petits soucis et péripéties de toutes les autres formes de vie dans l'univers. Ils peuvent y survivre dans la grisaille inhabituelle de Zvezda en se fondant dans les étoiles.
Semblables à des contours d'humanoïdes remplis d'étoiles et de galaxies, sont une race si puissante qu'elles ont transcendé le plan même de notre existence. Leurs pensées deviennent réalité.
Exemples :
- Alien X
- les alien x dans la forge de la création

## Cérébrocrustacéan
- Planète : Encephalonus IV

Encéphalonus IV est une planète enfouie dans la grisaille des nuages. Des éclairs en déchirent constamment le ciel, la rendant en proie à un orage éternel qu'alimentent ses spectaculaires cumulonimbus comme nulle part ailleurs dans tout l'univers. Les planètes voisines, Encéphalonus I, II et III, qui partagent avec Encéphalonus IV un soleil pour former leur propre système solaire, ont depuis longtemps été vidées de leurs ressources électriques par leurs anciens habitants. Tirant des leçons des fautes commises par leurs ancêtre et déterminés à ne pas reproduire les erreurs désastreuses du passé, les Cérébrocrustacéans ont évolué jusqu'à parvenir à générer leurs propres orages électriques juste par la pensée, contribuant ainsi à l'énergie atmosphérique de leur planète au lieu d'en épuiser les ressources.
Les Cérébrocrustacéans sont des crustacés, très semblables à d'énormes crabes, dont la carapace peut s'ouvrir pour révéler un énorme cerveau strié à l'intérieur. Ils sont incroyablement intelligents, au point de pouvoir produire des orages électriques rien qu'en y concentrant leurs pensées.
Exemples :
Docteur Psychobos
- Méga-Méninges

## Chimera Sui Genesis
- Planète : Vilgaxia

Vilgaxia est une planète civilisée dont peu de choses sont dites dans la série. Elle est dans Alien Force la propriété du Seigneur Vilgax, qui l'a justement renommée d'après son propre nom après en être devenu le maître. Du peu qu'on a vu, il semble que ce soit une planète assez dépourvue de lumière, avec de grandes villes. Elle a temporairement été envahie par Spectral dans Ville Fantôme, avant d'être libérée par Vilgax avec l'aide temporaire de son ennemi Ben Tennyson.
Les Chimera Sui Genesis sont des créatures humanoïdes vertes de grande taille avec des griffes, une force élevée et des barbes et cheveux en tentacules. Les femelles ont peu ou pas de barbe. Leur race est réputée comme belliqueuse et composée de redoutables guerriers.
Exemples :
- Vilgax
- Myaxx

## Chronien
- Planète : Chronia

Chronia est une planète dont peu de choses sont connues. En effet, elle a été perdue dans une autre dimension. Ses habitants, les Chroniens, sont des humanoïdes ayant de vastes pouvoirs de contrôle sur le temps et l'espace. Leur technologie est également avancée.
Exemples :
- Eon
- Paradox

## Chronosapiens
- Planète : Inconnu

Les Chronosapiens sont une espèce mécanique. Ils sont de couleur jaune. Ils sont capables de produire des rayons temporels. Ils sont également capables de voyager dans le temps, et peuvent afficher sous forme d'hologrammes les événements qui se sont produits dans le passé, ce qui produit une lumière verte.
Exemples :
- Temposaure

## Churl
- Planète : Inconnu

Les Churls sont une espèce de cyclope. Ils sont de couleur vert olive, leur œil est de couleur noir. Ils sont capables de produire des lasers de feu. Ils se feront battre par les décharges électriques de Méga-Méninges.
Ils possèdent un temple avec des statues de cyclopes géants.
Exemples :
- Strabismus

## Citrakayah
- Planète : Chalybeas

Les Citrakayahs sont minces de taille humaine de couleur bleue et noire. Ils peuvent courir très vite et laissez une trace bleue quand ils courent, semblable à celle des Kinecelerans. Ils sont également assez forts, comme le montre Accelerator qui a été en mesure de transporter à la fois Tack et Hulka sans perdre de vitesse.
Exemples :
- Accelerator

## Commandant Suprême
- Planète : Darama

Darama est une planète dont on sait assez peu de chose, sinon qu'elle a un climat plus froid que la Terre.
Selon leurs propres dits, les Commandants Suprêmes seraient la première race apparue dans l'Univers. Ils sont beaucoup plus grands que les humains (environ 2 à 3 m de haut), possèdent un corps massif blanc, un visage bleu et noir sans nez ni bouche mais pourvu de nombreux yeux rouges et de petites cornes noires de chaque côté du visage. Leur torse est marqué de symboles rouges semblables à des yeux. Leurs mains sont petites par rapport à leurs corps, et possèdent chacune trois doigts, pouvant être projetés pour attaquer puis se régénérer instantanément. Ils ont une force physique spectaculaire et d'une intelligence probablement assez élevée (ils sont avancés technologiquement), mais ont besoin d'un climat froid pour survivre à  long terme, leur corps se déshydratant rapidement dans le cas contraire. Ils ont des ailes pouvant se déployer dans le dos, et leur ventre peut s'ouvrir pour révéler deux tentacules-racines dont ils se servent pour trouver et absorber de l'eau dans le sol, un peu de la même façon que les plantes (ils ne se nourrissent pas en dehors de cela).
La mentalité des Commandants Suprêmes se caractérise avant tout par une arrogance sans bornes : ils pensent que leur code ADN est le plus pur de l'univers, et voyagent dans l'espace pour "purger" l'univers des autres races, qu'ils considèrent comme des vermines à exterminer. Ce dégoût est tel qu'un contact prolongé avec un individu d'une autre espèce est considéré chez eux comme une contamination qui mettrait en danger leur pureté. En outre, ils semblent accorder une grande importance à leurs ascendances : lorsqu'un Commandant Suprême se présente, il cite, derrière son nom, tous ses ancêtres notables.
Commandants Suprêmes importants :
- Le Chef des Commandants Suprêmes
- Reinrassic III

Remarque : Cette espèce semble avoir été inspirée par les Daleks, de la série Doctor Who, car, comme eux, ils pensent être une race pure et qu'il faut exterminer les autres espèces.

### Alien ADN
Les DNAliens (ou Aliens ADN) sont les sbires des Commandants Suprêmes. Hybrides de drones et d'humains, ce sont des créatures créées en mutant des humains à l'aide des Xenocytes. Ils ont un corps d'une forme similaire à celui des Commandants Suprêmes, mais beige, avec les mêmes mains (dont les doigts sont en fait des griffes capables de percer l'acier). Leur visage se constitue d'un cerveau visible avec un œil unique, et une bouche entourée de tentacules rétractables. Ils ont une force plus élevée que celle d'un humain (mais inférieure à celle des HightBreeds, des Méthanosiens et des Vauxasauriens), et peuvent cracher une sorte de glu particulièrement puissante pour immobiliser leurs ennemis. Bien que capables de parler et de faire preuve de ruse, on ne les suppose pas très intelligents, car ils servent sans broncher leurs maîtres, qui ne les portent pas plus en estime que les autres races. On sait aussi qu'ils sont asexués, se reproduisant grâce aux Xenocytes, et qu'ils ont besoin de froid pour survivre confortablement dans un endroit, ce qui les force à utiliser des machines de contrôle météorologique pour provoquer des tempêtes de neige dans les endroits où ils opèrent.

### Xenocyte
Les Xenocytes sont des parasites créés artificiellement par les Commandants Supêmes pour créer les DNAliens. Ils apparaissent comme une tête de DNAlien sans corps, avec une bouche pleine de crocs à la place du cou. Une fois parasité par un Xenocyte, un humain mute peu à peu en DNAlien en raison des dommages génétiques. Cependant, cette transformation est réversible grâce à l'Omnitrix.
Les Xenocytes se déplacent comme des insectes ou des araignées, et ne possèdent aucune aptitude spéciales en dehors de leur faculté d'infestation : ils sont faibles et faciles à tuer. En général, les DNAliens doivent user de la force ou de la ruse pour les placer sur les humains.

## Conductoïde
- Planète : Teslavorr

Les Conductoïdes sont de couleur noir et blanche, n'ont qu'un seul œil et deux antennes et une queue qui sont des prises électrique. Ils ont la capacité d'absorber et de rediriger l'énergie à partir de leurs antennes, de leur queue et de leurs doigts.
Exemples :
- Feedback

## Crystalsapiens
- Planète: Morotesi

En accord avec les légendes, les Crystalsapiens sont issus de Morotesi, une planète désertique dépourvue de couche d'ozone, où ils ont évolué à l'état de cristaux vivants pour absorber les radiations mortelles de leur soleil et y survivre. Au moment de la série cependant, cette planète est inconnue : le seul Crystalsapiens en vie connu est Sugilite, le gardien de Petropia et de son cristal sacré.
Humanoïde cyclopéens composés de cristaux violets, les Crystalsapiens sont des créatures presque indestructibles et capable d'absorber tout type de lumière, radiation ou énergie aux alentours pour la canaliser en attaques d'énergie, lumière pour s'éclairer ou simplement la faire passer sans douleur à travers eux.
Exemples :
- Mégachrome
- Sugilite

## Detrovite
Les Detrovites sont des extra-terrestres vaguement humanoïdes, avec une tête très petite comparée à leur corps, qui en revanche est en général immense, une peau brune-rouge, le crâne chauve et une mâchoire inférieure garnie de dents pointues avec deux cornes sur le menton. Leur rôle dans la série est assez mineur, et on sait peu de choses sur eux. Ils ont une force surhumaine, ou se la donnent au moyens de la technologie, mais ne sont pas très intelligents. Vulkanus a montré une résistance à la chaleur et la lave, bien qu'on ignore si toute la race possède cette faculté.
Exemples :
- Vulkanus
- Technorg

## Dragonoda
- Planète : Terraxon

Terraxon est la plus petite planète de toutes les galaxies réunies, pourtant, elle abrite une centaine de Dragonoda.
Exemple :
- Le dragon cartographe dans Ben 10: Alien Force.

## Ectonurite
- Planète : Anur Phaetos

Malgré les nombreuses légendes de la Galaxie, peu de choses sont connues sur le monde obscur d'Anur Phaetos. Certains disent qu'il s'agit davantage d'une dimension parallèle que d'une planète. Manquant d'individualité, les Ectonurites ne semblent être qu'une partie de la sombre conscience collective de masse qui compose littéralement leur domaine. Étant donné qu'aucun voyageur n'en est revenu pour raconter ce qu'il a vu, et qu'il existe insuffisamment de preuves de son existence, Anur Phaetos demeure le plus dangereux mystère de la galaxie.

Les Ectonurites sont des créatures fantomatiques et effrayantes, au corps gazeux et à l'aspect hideux. Véritables fantômes vivants, ils peuvent voler, devenir invisibles, traverser les murs et possèderaient de puissants pouvoirs psychiques, comme la télépathie ou la télékinésie, bien que les limites en soient mal connues. Ils peuvent pénétrer dans les corps d'autres êtres vivants et les posséder temporairement. Leur apparence fantomatique est suffisamment hideuse pour inspirer la peur à tous les peuples de la galaxie. Étant des créatures de la nuit, ils sont vulnérables à la lumière intense, particulièrement celle du soleil, qui peut provoquer leur combustion.
Exemples :
- Effrayor
- Spectral (en tant que forme de Ben 10)

## Florauna
- Planète : Flors Verdance et Xénon

Couverte de forêts verdoyantes, Flors Verdance est un monde vert de plantes dont les habitants font littéralement un avec leur environnement. En raison des trois étoiles de la planète, le temps change rapidement, et la vie se rythme sur le cycle des saisons.
Les Florauna sont de véritables plantes, qui acquièrent toutes les facultés des plantes avec lesquelles elles sont en contact, et peuvent ainsi, selon leur environnement, produire des vignes, des fruits ou autres et changer de couleur. Ils se régénèrent rapidement et sont extensibles. En revanche, ils ont besoin d'eau pour survivre à long terme, et sont vulnérables au froid et au poison.
Exemples :
- Végétal
- Les Florauna dans le long-métrage Le Secret de l'Omnitrix

## Galilean
- Planète : Keplorr

Les Galiléens ressemblent à des golems de pierre. Ils ne vivent pas sur des planètes, car ils sont eux-mêmes de minuscules planètes. Ils vivent en orbite autour de leur soleil. Ils sont capables de contrôler la gravité. Ils ont aussi la capacité de léviter.
Exemples :
- Gravattack

## Galvan
- Planète : Galvan Prime

Malgré sa petite taille, Galvan Prime est l'un des mondes les plus avancés de la galaxie. Au départ gardés comme animaux de compagnie par les autres espèces et utilisés comme espions, techniciens ou saboteurs, les Galvans ont été assez intelligents pour garder les plus grands secrets pour eux, amassant ainsi assez de connaissance pour se créer leur propre empire. Désormais, Galvan Prime est un monde chaotique d'innovations et d'intrigue, ou les habitants froids et technocrates travaillent sans fatigue et consomment des ressources massivement pour garder un contrôle sur leurs anciens maîtres. Ils sont considérés comme la race la plus avancée de la galaxie mais pas la plus intelligente.
Les Galvans sont des êtres de très petite taille (environ 9 cm) à la peau grisâtre avec de grands yeux et de petites dents aiguisées, ressemblant vaguement à des grenouilles. Les mâles ne possèdent pas de cheveux, contrairement aux femelles. À cause de leur taille, ils sont faibles physiquement et faciles à écraser, mais très difficiles à repérer où à attraper. En revanche, leur cerveau est bien plus puissant que la moyenne, ce qui leur donne une intelligence naturellement élevée : à dix ans, un Galvan a déjà une intelligence supérieure à celle de la majorité des humains adultes. Plus encore, il leur suffit d'examiner un appareil (ou un organisme) inconnu pour en apprendre ce qu'ils ignorent encore.
Exemples :
- Azmuth
- Le Tétard Gris
- Albedo

## Gardien du vide absolu
- Planète : Ils résident dans le vide absolu dont ils sont les gardiens

Les Gardiens du vide absolu sont des créatures ailées. Ils n'ont pas d'yeux, de jambes ou de bras. Ils sont d'abord apparus dans la série originale quand l'ancien partenaire de Max les a libéré pour attaquer Ben. Ils apparaissent de nouveau dans "Un retour en force".
Exemples :
- Le gardien du vide absolu apprivoisé par Max Tennyson

## Gimlinopithecus
- Planète : Pattersonea

Les Gimlinopithecus sont une espèce yeti jaune de Pattersonea. Semblable à Cerebrocrustaceans, ils ont la capacité de libérer de fortes charges électriques, à partir de leurs mains et de leur bouche.
Exemples :
- Skochsquatch

## Golem de pierre
- Planète : Ledgerdomain

Les Scrutins sont une espèce de la dimension magique de Ledgerdomain. Ils sont envoûtés par l'Enchanteresse. De plus, ils sont résistants à la magie.

## Gourmand
Planète : Peptos II à Peptos XI
Les Gourmands ressemblent à de petits dinosaures sur deux pattes avec quatre longues langues très puissantes capables de saisir et de porter n'importe quoi. Leurs dents, solides comme du diamant, et leur suc digestif, extrêmement puissant, leur permettent de consommer n'importe quelle substances normalement incomestible, depuis la roche jusqu'au métal en passant par l'essence, bien que, ironiquement, ils soient en revanche incapables de consommer de la nourriture d'origine organique. Une fois la substance consommée, ils peuvent la recracher sous la forme d'une énergie verte explosive particulièrement puissante. Les Gourmands ne pouvant pas manger de matière organique, ils ont dû manger leur propre planète pour se nourrir et ainsi la détruire ce qui les a forcé à se déplacer sur plusieurs planètes, de Peptos II à XI.
Exemples : Gobe-tout

## Incursien
- Planète : inconnue

Êtres semblables à des grenouilles humanoïdes, les incursiens sont une race assez puissante et influente, connue pour la passion qu'elle voue à la guerre. Leur empire est assez reminiscent de celui des anciennes civilisations terriennes : ils ont une famille royale, les souverains sont vénérés et occasionnellement renversés (y compris par leurs propres familles), et ceux qui échouent dans leur mission sont en général tués. Ils ont un odorat très sensible qui les rend vulnérable à la fumée, leur causant en général une asphyxie.
Les Intrusiens apparaissent dans X égal Ben + 2, lorsque leur empereur, à la suite de l'enlèvement de sa fille, menace de détruire la Terre.
Exemple :
- L'empereur Milleous
- Attea, fille de l'empereur
- Crapauteur

## Kineceleran
- Planète : Kinet

Kinet est une planète tournant à une vitesse beaucoup plus rapide que la Terre et la plupart des autres planètes. Sa surface est agitée par de terribles tempêtes électriques, forçant les habitants à vivre à un rythme ultra-rapide.

Les Kinecelerans sont des créatures reptiliennes élancées et plutôt intelligentes, ressemblant à des hybrides d'elfes et de vélociraptors : ils ont des traits fins, la peau bleue, des griffes et une queue de lézard. Leur planète est agitée par de violentes tempêtes électriques, les forçant à vivre un rythme rapide (ils deviennent adultes peu après leur naissance). Pour cette raison, ils ont développé la faculté de manipuler les frictions afin de se déplacer à une vitesse phénoménale, en moyenne 500 km/h. Les plus âgés peuvent même dépasser le mur du son en faisant un effort. Ils sont naturellement hyperactifs, et tentent en général d'agir vite et bien.
Exemples :
- AXLR
- Helen
- Les enfants dans La Fusion

## Kraaho
- Planète : Inconnu

Les Kraaho sont une espèce humanoïde vivant habituellement avec beaucoup de chaleur. Les Kraaho sont de couleur rose au contact d'une chaleur intense, sinon ils sont violet montrant qu'ils ont froid. Ils ont la capacité d'étirer leurs bras.
Exemples :
- Seebik
- Ester (1/2 Kraaho 1/2 humain)
- Lackno

## Lepidopterran
- Planète : Lepidopterra

Lepidopterra est une planète à la végétation luxuriante, couverte de multiples et gigantesques fleurs. Elle est peuplée par une race insectoïde, les Lepidopterrans, qui y vivent en ruches gouvernées par des reines et collectent le pollen des fleurs.
Le nom de cette planète est dérivé du mot lépidoptère qui désigne les papillons.
Les Lepidopterrans ressemblent vaguement à des moustiques géants verts, avec une bouche, quatre yeux sur tentacules, de grandes ailes d'insecte et six pattes. Leur corps secrète une substance pour lisser les articulations de leur exosquelette, leur donnant une odeur fétide. Leur abdomen se termine par un dard aiguisé comme une lame de rasoir servant à la défense. Comme les fourmis, ils ont une force suffisante pour soulever plusieurs fois leur poids, et le pollen qu'ils accumulent peut leur servir à produire divers substances, tels des gaz toxiques ou de la glu, qu'ils peuvent projeter pour se battre. Ils volent vite et agilement, mais leurs ailes sont fragiles, et deviennent inutiles si elles sont mouillées. En outre, ils sont très sensibles aux poisons.
Exemples :
- Le Dard;
- Les clones de Lepidopterrans du Docteur Animo;

## Limax
- Planète : Pretska

Les Limax sont une race d'extra-terrestres au corps gélatineux et semi-transparent, laissant voir leurs organes internes. Étant donné leur constitution, ils peuvent se déformer corporellement, ce qui leur permet de se liquéfier, d'allonger leurs membres, de se distordre dans des mouvements impossibles aux humains (tourner la tête à 180°) et de prendre l'apparence qu'ils souhaitent, y compris pour imiter celle d'autres créatures vivantes. Ils peuvent aussi fusionner et se régénèrent. Ils sont très agiles et ont une force et des réflexes surhumains. Ils apprécient beaucoup la chaleur, ce qui les immunise au feu, mais, à l'inverse, ils sont très vulnérables à l'eau.
Les Limax sont une race carnivore, se nourrissant d'autres organismes vivants, y compris les insectes mais aussi les êtres humains, bien qu'ils ne puissent apparemment se nourrir que de ceux particulièrement âgés, les enfants ayant une chair "trop ferme".
Exemples :
- Les Limax dans Les Retraités

## Loboan
- Planète : Luna Lobo

Luna Lobo est une lune forestière du Néant Absolu, dont les bois sont hantés par les Loboans, sorte de loups-garous assoiffés de sang. Chasseurs redoutables, aux sens sur-développés bien qu'ils ne distinguent pas les couleurs, les Loboans possèdent des griffes et des crocs acérés, se déplacent à grande vitesse et grimpent agilement. Leur mâchoire peut se diviser en quatre mandibules pour amplifier leur hurlement, provoquant une puissante attaque sonique. Bien que sauvages, leur intelligence est suffisante pour leur permettre de parfois coopérer avec d'autres races.
Exemples :
- Le Yenaldooshi
- Ben Loup-garou

## Manzardil Polaire
- Planète: X'Nelli

Le Manzardil Polaire est l'un des nombreux types de Manzardil. Ils sont grands, bleus et semblables à un iguane. Leurs bras sont assez longs et leurs jambes sont courtes et de petits yeux. Derrière leurs yeux il y a des branchies. Le Manzardil Polaire est capable de cracher une vapeur qui gèle n'importe quoi. De plus ils peuvent aussi nager très vite. Ils viennent de la planète X'Nelli.
Exemples : 
- Articguana ou articosaure (Ben 10,000)

## Mécamorphe Galvanique
- Planète : Galvan B

Galvan B était à l'origine une lune stérile et inhabitée de Galvan Prime, jusqu'à ce que les Galvans y introduisent involontairement une forme de vie artificielle créée à base de nanotechnologie très avancée. Cette race créée se développa elle-même, et devint autonome. Aujourd'hui, bien que Galvan B semble être redevenue normale, il subsiste encore une subtile couche de métal vivant sur la planète, et toute présence étrangère est sûre d'être vite consommée et de disparaître.
 
Les Méchamorphes Galvaniques sont donc des machines vivantes, constituées d'une sorte de métal liquide qui leur permet de se déformer à volonté et de se régénérer. Ils n'ont pas besoin de respirer, mais sont vulnérables aux acides et à l'électricité. En outre, ils peuvent fusionner à volonté avec les machines pour les améliorer et les contrôler. Même sans machine à proximité, ils peuvent reconfigurer leur constitution pour générer de puissants rayons de plasma.
Exemples :
- Fusée
- Biotech
- Baz-L
- Le gardien de la porte d'Azmuth dans Sacrifice ultimate
- Virus, un Méchamorphe renégat créé par Azmuth et ennemi de Ben, il absorbe et détruit les machines qu'il touche

## Mégawatt
- Planète : Terre

Les Mégawatts sont des extra-terrestres de très petite taille, constitués surtout d'énergie électrique, avec le sommet de leur crâne sans cesse incandescent. Grâce à leur nature, ils peuvent voler, projeter de puissantes décharges électriques, circuler dans les courants et les circuits... Bien qu'ils ne soient pas franchement agressifs ou mauvais, ils ne songent qu'à s'amuser, ce qui signifie pour eux semer le désordre dans les alentours. Leur langage se limite à un charabia incompréhensible, mais il semblerait qu'ils puissent parler en langue humaine pourvu qu'ils apprennent.
Exemples :
- les Mégawatts de Sparkville
- les formes Mégawatts de Ben et Ken.

## Merlinisapiens
- Planète : ?

Les Merlinisapiens ressemblent à de grosses salamandres capable de marcher sur les jambes. Ils possèdent également trois yeux triangulaires. Ce sont des sortes de caméléons, agile et souple. Ils possèdent également une queue avec un dard.
Exemples :
- le Caméléon
- Le prisonnier 775

## Methanosiens
- Planète : Methanos

Les Methanosiens sont des sortes de plantes humanoïdes autonomes capables de contrôler les autres végétaux environnants et de générer du méthane afin de produire du feu. Ils sont physiquement puissants, et peuvent modifier leur constitution pour devenir plus semblables à des plantes et creuser dans le sol, passer à travers des barreaux et des obstacles, etc. Leur capacité de régénération est stupéfiante, leur permettant de survivre à des blessures qui mutileraient ou tueraient un humain.
Exemples :
- Régénérator
- Ultimate Régénérator

## Naljian
- Planète : Inconnu

Les Naljians sont une espèce d'humanoïde. Ils possèdent sur .tout leur corps de sortes de flammes bleu turquoise. Ils sont capables de percevoir 26 dimensions, ils sont bien plus intelligents que les Galvans.
Exemples :
- Le Naljian qui apparaît dans Ben 10: Alien Force, La Boîte infernale.

## Nanomecron
- Planète: Nanomechia

Les Nanomecrons sont une espèce étrangère découverte par le Plombier: Victor Validus. Ils sont toujours en groupe avec une reine. Ils apparaissent dans le film Ben 10 : Alien Swarm.
Exemples :
- Nanotech
- Les puces électroniques

## Nécrofriggien
- Planète : Kylmyys

À la suite d'un cataclysme s'étant produit il y a une éternité, la planète Kymyys est désormais couverte d'un manteau de glace et de neige, enfermé à jamais dans un hiver éternel, et les températures y sont si extrêmes que la survie d'espèces corporelles y est pratiquement impossible, toute forme de vie y étant instantanément gelée. Pour survivre, les Nécrofriggiens, ont évolué jusqu'à devenir des créatures éthérées et fantomatiques, résistant ainsi au froid et aux gelures. Hélas, cela signifie aussi qu'ils ne feront jamais partie à part entière de leur planète.
Les Nécrofriggiens sont des créatures étranges, insectoïdes et fantomatiques, ressemblant à des hommes-papillons bleu sombre et noirs, dont les ailes peuvent se replier pour former une sorte de cape et de cagoule, leur donnant un aspect de fantôme. Ils ont une voix d'outre-tombe. Comme les ectonurites, ils peuvent devenir invisibles et se rendre intangibles de façon à traverser les solides. Lorsqu'ils sont invisibles, ils peuvent traverser les ennemis en les gelant de l'intérieur. Leurs grandes ailes leur permettent de voler avec beaucoup plus d'agilité. Ils ont aussi un souffle glacial surpuissant, et peuvent geler des objets en soufflant dessus ou en passant à travers. Ils sont naturellement plus à l'aise dans les milieux froids, mais n'ont aucun problème avec la chaleur, au point de pouvoir boire du métal en fusion sans en souffrir pour autant d'ailleurs ils se nourrissent uniquement des métaux les plus durs. En dépit de leur apparence frêle, ils sont étonnamment forts physiquement : c'est une des espèces les plus puissantes de l'univers.
Le cycle de reproduction des Nécrofriggiens a été expliqué dans l'épisode 17 d'Alien Force : tous les 80 ans environ, ils se mettent à manger davantage que d'habitude, utilise le métal régurgité pour se faire un nid et y pondent de nombreux œufs, qui éclosent rapidement, donnant naissance à une couvée entière de bébés Nécrofriggiens qui partent dans l'espace, où ils se nourrissent d'énergie solaire. À priori, leur reproduction est asexuée, puisque chaque individu peut produire des œufs sans s'être accouplé avec un autre. Durant leur période de reproduction, ils deviennent plus agressifs que de coutume, attaquant quiconque tente de s'approcher de leur nid.
Exemples
- Glacial
- Ultimate Glacial
- Les enfants Nécrofriggien de Ben/Glacial
- Les nécrofriggiens dans la carte de l'infini

## Nemuina
- Planète: Inconnu

Les nemuinas sont des êtres semblables à des fées très petites. Les mâles ressemblent aux femelles. Ils peuvent voler et endormir les gens pour leur faire dire la vérité. Leur voix est très aiguë et féminine.                                                      
Exemples:
- Feerique
- Ultimate Kevin(En partie)

## Orque Wigsilian
- Planète : Vide absolu

Il a été envoyé dans le vide absolu par Max et Phil quand ils étaient encore des Plombiers.

## Orishan
- Planète : Hydrosia

Les Orishans possèdent une armure rouge qui les rend presque invulnérable à toute attaque. Ils ont la capacité de libérer des raz de marée d'eau de leurs mains.
Exemples :
- Hydro-jet
- Bibalvan

## Oryctini
- Planète : Coleop'Terra

Les Oryctinis sont une espèce d'alien qui ressemble a des scarabées-rhinocéros. Ils marchent sur leurs deux pattes arrière, de couleur violet foncé ils possèdent aussi une bouche métallique au niveau des épaules. Ils ont la capacité de manger du métal puis de le recracher sous forme d'un rayon laser.
Exemples :
- Squalosaure

## Osmosiens
- Planète : Osmos

Les Osmosiens sont pratiquement identiques physiquement aux terriens, mais possèdent la faculté d'absorber l'énergie, capacité puissante mais dangereuse. Ils peuvent absorber et emmagasiner l'énergie électrique par contact des mains, puis la relâcher pour activer ou détruire des appareils et projeter des décharges électriques. En grandissant, ils peuvent aussi apprendre à absorber l'énergie contenue dans un matériau solide afin de donner à leur corps la consistance de ce matériau.
Exemples :
- Devlin Levin
- Kévin Levin
- Aggregor

## Pakmar
- Planète : Inconnue

Le nom réel de cette espèce est inconnu. Ce sont des reptiles humanoïdes de la taille d’un Galvan à la peau verte claire et deux yeux sur le côté de la tête.
Exemples: 
- Pakmar
- Les enfants de Pakmar

## Palorfang
- Planète : Ledgerdomain

Les Palorfangs sont une espèce de la dimension magique de Ledgerdomain. Ce sont des aliens vert pâle qui possèdent une force extraordinaire pouvant rivaliser avec Enormosaure.
Exemples :
- Le Palorfang de Adwaita

## Pétrosapiens
- Planète : Petropia

Petropia est une planète minérale, elle abrite deux espèces, dont une qui a migré, les Crystalisapiens, entièrement composés de cristaux quasi-indestructibles similaires à des diamants, qui composent également la majorité des êtres y vivant. Ses principaux habitants, les Pétrosapiens, vivaient dans des souterrains de la planète. La planète a été détruite par le seigneur galactique Vilgax peu avant le début de la série, mais est recréée dans Alien Force, avec la totalité de ses habitants.
Les Petrosapiens sont, comme leur planète, entièrement constitués de cristaux, les leurs étant de couleur verte pâle. Cela les rend quasiment indestructibles, même aux armes à rayons, puisque leur corps réfracte la lumière. Ils peuvent en outre modifier leur morphologie pour récupérer leurs membres perdus ou se changer en véritables armes vivantes, ce qui, combiné à leur force élevée, fait d'eux d'excellents guerriers. En revanche, ils sont vulnérables aux vibrations sonores : alors que les lasers sont inefficaces contre eux, une attaque sonique assez puissante peut les réduire en miettes.
Exemples :
- Tetrax Shard
- Incassable

## Piscciss Premann
- Planète : Piscciss

Piscciss Premann et aussi une espèce de la planète aquatique Pisciss. On ne sait pas pour l'instant à quoi ils ressemblent car le seul individu connu pour l'instant est Kraab qui a perdu environ 95 % de ses pièces dans une guerre biologique et on ne sait pas à quoi ils ressemblent.
Exemples :
- Kraab

## Piscciss Volann
- Planète : Piscciss

Piscciss est une planète aquatique extrêmement hostile, infestée de formes de vies marines exotiques qui vivent selon la loi de « manger ou être mangé ». Les habitants vivent en général en groupes pour davantage de sécurité, et il y a peu de sentimentalisme en raison du danger. Les océans sont profonds, et plus on s'y enfonce, plus le milieu devient froid et dangereux.
Si les Volanns ne sont pas les plus grosses créatures de cette planète, ils sont sans conteste les plus dangereuses. Hybrides étranges d'alligators, de baudroies et de sangsues, ce sont d'excellents nageurs, capables d'atteindre une grande vitesse. Leur mâchoire large est garnie de dents acérées, leur permettant de broyer presque n'importe quoi, y compris la roche et le métal, mais est aussi assez grande pour leur permettre d'agripper et de porter des objets avec force. Leurs griffes acérées et leur style de combat "gravité zéro" fait d'eux les maîtres en combat aquatique. Même dans les grandes profondeurs, ils peuvent respirer sans souffrir des pressions grâce à leurs branchies et se repérer en utilisant leur antenne lumineuse. Ils peuvent s'extirper de l'eau, mais ils sont maladroits sur la terre ferme, et ne peuvent demeurer longtemps sans garder leurs branchies humides sous peine de se déshydrater et d'étouffer.
Exemples :
- La Machoire
- Maitre Patteliday

## Planchakule
- Planète : Aul-Terrewen

Les Planchakules sont une espèce de petits gobelins rouge. Ils possèdent aussi un long nez rouge. Ils ont la capacité d'assembler ou désassembler les technologies. Au départ, Ben ne peut que désassembler les objets, et c'est Gwen qui trouva la seconde capacité.
Exemples :
- Diabolosaure

## Polymorphe
- Planète : Viscosia

Viscosia est un monde volcanique, enflammé et rocheux, à la chaleur étouffante. La lave fondue s'écoule librement, remodelant constamment la surface ébréchée de la planète en chemin. La lave suinte des fissures de ce paysage en constante évolution. Bien qu'il ne s'agisse pas d'une espèce native de la planète, c'est dans cette chaleur intense, au milieu de solides instables, que les Polymorphes ont choisi de s'installer. Lors de la destruction mystérieuse de leur planète il y a de cela très longtemps, leur communauté scientifique a délégué des explorateurs dans tout l'univers à la recherche d'une planète susceptible de les reloger.
Organismes monocellulaires d'une centaine de kilogrammes, les Polymorphes sont capables de changer de forme à leur gré, de masse molle ressemblant vaguement à une tige en une boule élastique et rebondissante, en passant par toutes les formes intermédiaires. Ils peuvent même reproduire suffisamment bien la forme de simples objets pour réussit à tromper leurs adversaires s'ils ne regardent pas de trop prés. Ils sécrètent également un acide extrêmement corrosif, qu'ils utilisent pour digérer leur nourriture ou projettent à loisir comme arme défensive.
Exemples :
- Transformo

## Protost
- Planète : Lune humide Myceto

Protost est l'espèce de la lune humide Myceto.
Exemples :
- Glouton

## Prypiatosien-B
- Planète : Nucléria

Les Prypiatosien-B sont une espèce de la planète Nucléria située quelque part dans la galaxie d'Andromède. Ce sont des êtres fortement radioactifs et qui sont constitués de chaleur. Ils portent donc une armure métallique permettant d'arrêter les radiations et de protéger leur entourage.
Exemples :
- Energy
- Pandor

## Psycholeterean
- Planète : Kylmyys

Les Psycholeterean sont une espèce de la planète Kylmyys. Ce sont des prédateurs des Nécrofriggiens espèce de Glacial. Ils ressemblent à de gros insectes qui ont la capacité d'envoyer des ultrasons pour pièger ces victimes.
Exemples :
- Hypnotick prédateur du Némétrix

## Pyronite
- Planète : Pyros

Pyros étant davantage une étoile qu'une planète, les Pyronites sont des véritables torches vivantes humanoïdes, entièrement conçues de roche et de feu. Ils passent la majorité de leur temps à travailler à perfectionner leur don presque magique de contrôler et produire du feu à volonté. Lorsque les Pyronites attrapent un rhume, ils perdent temporairement leurs pouvoirs de pyrokinésie au profit de la faculté de contrôler la glace. Leurs prédateurs sont les crabdosaures.
Exemples :
- Inferno
- Alan Albright (seulement demi-pyronite, sa mère étant humaine)
- Chauve-souris pyronite mutante du Dr Animo

## Pyroxivore
- Planète: La Terre

Les Pyroxivores sont un type de bétail qui se nourrissent de roches souterraines. Natifs de la Terre. Ils sont apparus dans l'épisode 3 de la saison 3 d'Alien Force, "Inferno". Les Pyroxivores ressemblent à de grands rats/taupes avec des motifs de vache.
Exemples :
- Le Pyroxivore dans Ben 10: Alien Force, La Fournaise.

## Scrutin
- Planète : Ledgerdomain

Les Scrutins sont une espèce de la dimension magique de Ledgerdomain. Ce sont des aliens volants de couleur grise qui possède un œil violet qui peut envoyer des lasers. Ils sont toujours en groupe.

## Segmentasapiens
- Planète : Polyominus

Les Segementasapiens sont l'une des formes de vie les plus anciennes de l'univers et sont capables de réarranger leur matière pour créer une grande variété de formes.
Ils ressemblent à des gorilles faits de briques de Lego. Ils ont trois couleurs principales: le rouge, le bleu et le jaune, avec des lignes noires sur tout le corps. Ils ont la capacité de changer de forme, comme par exemple une cage ou un filet, et peuvent prendre la forme de tout ce qui les entoure. Si leur corps est brisé, ils peuvent se régénérer.
Exemples :
- Bloxx

## Shekur
- Planète : Seropian

Les Seropians sont une espèce de serpent plus précisément de cobras. Ils possèdent un corps semblable aux Sirènes, des bras avec au bout des bouches qui remplacent les mains.
Exemples :
- Cobra
- Ssserpent

## Sonorosian
- Planète: Sonorosia

Sonorosia est une planète magnifique où il y a beaucoup de canyons montrant les belles couches de strates multicolores de leur formation graduelle sur les âges et ils peuvent être trouvés partout sur Sonorosia. Les Sonorosians ressemblent à des humanoïdes. L'intérieur de leur bouche ressemble à une chaîne stéréo. Les Sonorosians ont des voix semblables aux synthétiseurs. Ils semblent aussi être techno-biologiques. Ils peuvent émettre des vagues soniques assez fortes pour renverser quelque chose, ou des projectiles d'arrêt et devenir assez fort pour surcharger des machines. Ils sont aussi capables de se dupliquer à l'infini.
Exemples :
- Echo Echo
- Ultimate Echo Echo

## Sphéroïde
- Planète: Scalpasc

Les Sphéroïdes sont une espèce de la planète pluvieuse Scalpasc. Ils sont grands, verts, ressemblant à une grenouille/poisson. Ils ont les jambes trapues, leurs bras sont courts, et ils ont une longue queue semblable aux lézards. Leur visage est une grande bouche remplie de dents avec des lèvres noires et des yeux jaunes. Ils ont la capacité de cracher un liquide vert sous forme de jets puissants.
Exemples :
- Cracheur

## Splixson
- Planète : Hathor

Hathor est une planète très ressemblante à la Terre, si ce n'est qu'elle possède douze continents et aucune lune. Ses habitants, les Splixons, sont de paisibles fermiers et artisans vivant pacifiquement. De taille assez petite et plutôt faible physiquement, ils ont développé, pour se défendre contre leurs prédateurs, la faculté de se diviser en autant d'individus qu'ils le souhaitent afin de bénéficier toujours de l'avantage du nombre. Tous les doubles créés par ce don sont indépendants, mais peuvent refusionner s'ils le souhaitent.
Exemples :
- Duplico

## Sotoraggian
- Planète : Sotoragge

Les Sotoraggians sont l'espèce vivant sur Sotoragge.
Exemples :
- Sixsix
- Septsept
- Huithuit

## Talpaedian
- Planète : Terraexcava

Les Talpaediens sont une espèce qui vit dans la galaxie d'Andromède. Ils ont une armure jaune et deux marteaux piqueurs à la place des bras. Quand ils donnent un coup de poing à un ennemi, c'est comme si l'ennemi avait été frappé 100 fois et ils ont aussi des prédateurs qui se nomment slamworm.
Exemples :
- Le Tatou
- Andreas
- Ultimate Aggregor (1/6 Aerios Geochelone 1/6 amperi 1/6 talpaedan 1/6 prypiatosian-B 1/6 Orishan et 1/6 Osmosian)

## Tetramand
- Planète : Khoros

Khoros est une planète désertique et aride, ce qui a favorisé la naissance de formes de vie coriaces. Les tetramands ne font pas exceptions : ils ont une force surhumaine, quatre bras, quatre yeux et une peau rouge très résistante. Les femelles ont des cheveux, contrairement aux mâles. Bien qu'ils soient plutôt maladroits, ils surpassent en force physique pure la majorité des espèces : ils sont capables de soulever plusieurs tonnes, de sauter de plusieurs mètres de haut et de provoquer des ondes de choc en frappant le sol ou en claquant de leurs quatre mains.
Exemples :
- Quad
- Tini
- Manny
- Princesse Louma

## Thep Khufan
- Planète : Anur Khufos

Anur Khufos est un monde existant hors de la surface de la perception. Ce monde désertique et chaotique possède un immense bloc de corrodium en son centre, provoquant d'atroces mutations sur les habitants. Pour cette raison, les Thep Kuphans se sont développés de façon à supporter les effets du corrodium, et ils sont les seuls êtres de l'univers à pouvoir le contrôler. Ils apparaissent comme des êtres semblables à de grandes momies, dont le corps est composé de sortes de bandelettes agissant comme des tentacules. Ces bandelettes sont fragiles mais quand elles touchent le sol toutes ensemble, elles sont destructrices, et leur vitesse stupéfiante de régénération compense ce handicap. De plus, ils sont ainsi extrêmement légers, ils peuvent donc planer, et sont incroyablement forts, agiles et rapides. Ils ont une technique de combat violente et vive comme l'éclair. Pour esquiver, ils peuvent aussi disperser leurs corps en éparpillant leurs bandelettes et sont très difficile à  toucher. Ils peuvent traverser par le dessous des murs et des plateformes telle du papier. Ils possèdent dans le ventre du corrodium avec lequel ils jettent des rayons violets surpuissants et permettant de faire muter n'importe quelle créature en un horrible monstre violet au ordre des Thep Khufans. Ils n'ont pas besoin de respirer et survivent dans le vide spatial. C'est l'une des espèces les plus puissantes de l'univers, et l'une des plus douées pour s'adapter à toute situation.
Exemples :
- Le Thep Khufan de Sz'kayr
- La Momie (en tant que forme de Ben 10)

## To'kustar
- Planète : aucune

Les To'kustars sont la race la plus rare de la galaxie. En effet, ils n'ont pas de monde natal, mais naissent d'anomalies dues à des tempêtes cosmiques très violentes. Gigantesques, ils dépassent en taille et en force physique tous les autres peuples existant. Dans Omniver, des To'kustars mutants habitent dans le vide absolu et ont des formes variées ainsi qu'une grande agressivité.
Exemples :
- Géant
- Ultimate Géant

## Transylian
- Planète : Anur Transyl

De tous les mondes situés dans la sinistre zone d'Anur, Anur Transyl est la planète la plus proche de la Terre, aussi bien en termes de proximité qu'en termes d'apparence. Néanmoins, elle est invivable, forçant ses habitants à utiliser un générateur de corrodium pour survivre.
Les Transylians sont des êtres humanoïdes de grande taille, à la peau verte et au corps partiellement cybernétique (métal organique), dont l'apparence rappelle celle du monstre de Frankenstein. Ils sont capables de générer de puissantes décharges électriques depuis leurs poings, possèdent des pouvoirs de magnétisme, peuvent se brancher avec les machines et possèdent une intelligence naturellement élevée, bien qu'inférieure à celle des Galvans. Leur force et leur endurance est bien entendue élevée, et ils survivent dans l'espace sans combinaison.
Exemples :
- Le Docteur Vicktor
- BenVicktor

## Tutrayalox
- Planète: Veiuat

Les Tutraylox sont des créatures reptiliennes colorées brun-roux. Ils ont au moins 17 yeux dont aucun n'est sur le visage dispersé à travers leur corps. Leur visage est formé d'une bouche et de deux oreilles roses, semblables à la chauve-souris. Ils ont aussi une vision de 360 degrés. Leur capacité est les explosions d'énergie avec leurs yeux. En joignant deux yeux ou plus, ils peuvent tirer des explosions différentes.
Exemples :
- Visio

## Uxorite
- Planète : Ringa Morr

Ringa Morr est une planète humide possédant deux étoiles.

Les Uxorites sont des êtres reptiliens humanoïdes avec trois yeux, deux tentacules sur la tête, et une peau écailleuse comme les lézards. Ils ont trois cerveaux, ce qui leur donne de puissants pouvoirs télékinésiques leur permettant aussi bien de déplacer des objets à distance que de léviter. Ils sont indépendants dès leur naissance, aussi le sens de la famille est-il un sentiment qu'ils ont du mal à comprendre.
Exemple :
- Xylene

## Vauxasaurien
- Planète : Terradino

À première vue, Dinoterra est l'une des planètes les plus vivables de la Galaxie. Paradisiaque, elle a un climat tempéré et une végétation abondante. Cependant, c'est aussi le refuge d'un nombre impressionnant de formes de vies agressives qui luttent sans cesse les unes contre les autres, créant un véritable chaos. Malgré cela, une espèce, les Vauxasauriens, a réussi à s'imposer, mais ceci uniquement en raison de leur force physique impressionnante.
Les Vauxasauriens sont des êtres massifs de grande taille ressemblant à des dinosaures marrons. Outre leur force naturellement surhumaine, ils ont la faculté d'encore grandir de taille pour ainsi encore augmenter leur force et impressionner leurs ennemis. Lorsqu'ils grandissent, leurs traits de dinosaures deviennent plus prononcés.
Exemples :
- Enormosaure
- Ultimate Enormosaure

## Vladat
- Planète: Anur Vladat

Les vladats sont des êtres semblables à de grands vampires pouvant hypnotiser les gens, il peuvent se changer en de petites chauves-souris, survivre dans l’espace, voir a travers le corps, voler…. Mais ils sont très sensibles à la lumière et peuvent se consumer en 5 minutes.
Exemples:
- Vlampire
- Lord Transyl

## Vulpimancer
- Planète : Vulpin

Petite planète dans un coin de la galaxie, Vulpin a longtemps servi de décharge pour du matériel jugé trop dangereux pour d'autres mondes. Le peu de naturel qui s'y trouvait a depuis longtemps été corrompu par de dangereuses influences extérieures. Désormais, tout ce qui y survit doit pouvoir s'adapter à la rudesse du climat et aux poisons circulant dans l'air.
Parmi les rares créatures qui y survivent se trouvent les Vulpimancers, des êtres bizarres ressemblant plus à des bêtes qu'à des humains. Ils ont des capacités athlétiques impressionnantes, ainsi que des sens du goût, de l'ouïe et de l'odorat surdéveloppés. S'ils n'ont pas d'yeux, les poils de leurs corps, semblables à ceux des porc-épics, peuvent servir à la fois d'armes et de capteurs sensibles, détectant la majorité des objets et êtres vivants à proximité dans leurs moindres mouvements. Une fois leur proie ou ennemi localisée, ils attaquent en projetant leurs poils sur l'ennemi, en fonçant en boule ou simplement en griffant et mordant de leurs crocs et griffes qui percent même l'acier. Constamment sur leurs gardes, ils doivent toujours être prêts à se battre, car ils sont incapables de communiquer, excepté en grognant et rugissant.
Remarque : les poils des Vulpimancers ne peuvent être projetés comme des projectiles qu'à l'âge adulte, ce qui explique pourquoi Sauvage, qui n'est âgé que de dix ans, en est incapable.
Exemples :
- Sauvage
- Ultimate Sauvage
- Les Vulpimancers dans La Vérité sur Grand-père Max
- Le Vulpimancer de Max dans Voided